# 小行星1827
小行星1827（1827 Atkinson）是一颗绕太阳运转的小行星，为主小行星带小行星。该小行星于1962年9月7日发现。
該小行星以英國天文學家羅伯特·德斯芙爾特·阿特金森命名。

## 轨道参数
小行星1827的轨道半长轴为2.7084174 UA，离心率为0.179。